# Griázovets
Griázovets (ruso: Гря́зовец) es una ciudad rusa, capital del ókrug municipal homónimo en la óblast de Vólogda.
En 2023, la ciudad tenía una población de 14 424 habitantes. Se ubica unos 30 km al sureste de Vólogda, junto a la carretera M8 que lleva a Yaroslavl.

## Historia
Se conoce la existencia de la localidad en documentos desde 1538. Fue fundado como un asentamiento de colonos (pochínok) en las tierras de un monasterio cercano. En 1538, los tártaros del kanato de Kazán atacaron el pueblo, por lo que el gran duque Iván eximió a sus habitantes de impuestos durante cinco años. En los dos siglos siguientes, se desarrolló como un pueblo (seló), en la ruta comercial de Moscú a Arcángel. Adoptó el estatus de ciudad en 1780, cuando se estableció aquí la sede de un uyezd en el virreinato de Vólogda.
A lo largo del siglo XIX se hizo conocida como centro de fabricación de mantequilla y lino y albergaba tres ferias anuales; sin embargo, seguía siendo un pequeño núcleo de población de unos dos mil habitantes, hasta que en 1872 se abrió aquí una estación de ferrocarril en la línea de Yaroslavl a Vólogda, con la que comenzó su verdadero desarrollo urbano. En 1929, la Unión Soviética estableció aquí la sede del raión de Griázovets, al definirse los raiones del krai del Norte. Antes de que el raión se constituyera como ókrug municipal en 2022, la ciudad era sede de un ayuntamiento urbano, cuyo término municipal solamente incluía como pedanías las aldeas (derevni) de Pirogovo y Svistunovo.